# Mykola Musijenko
Mykola Vasyl'ovyč Musijenko (in ucraino Микола Васильович Мусієнко?, in russo Николай Васильевич Мусиенко?, Nikolaj Vasil'evič Musienko; Dnipropetrovs'k, 16 dicembre 1959) è un triplista ucraino, fino al 1991 sovietico.

## Palmarès

### Europei indoor
- 4 medaglie:
  - 2 ori (Budapest 1983; L'Aia 1989)
  - 2 bronzi (Atene 1982; Liévin 1987)

### Goodwill Games
- 1 medaglia:
  - 1 bronzo (Mosca 1986)